# 日本一の最低男 ※私の家族はニセモノだった
『日本一の最低男 ※私の家族はニセモノだった』（にっぽんいちのさいていおとこ わたしのかぞくはニセモノだった）は、2025年1月9日から3月20日までフジテレビ系「木曜劇場」枠にて放送されたテレビドラマ。主演は香取慎吾。

## 概要
香取慎吾にとって2021年1月期の『アノニマス～警視庁“指殺人”対策室～』（テレビ東京系列）以来4年ぶり、フジテレビ系列では2014年4月期の『SMOKING GUN～決定的証拠～』以来11年ぶりの連続ドラマ主演作となった。
放送開始前の2024年12月6日、本作で園田美奈子役として出演が発表されていた中山美穂が急逝。既に第1話と第3話の収録を済ませていたが、同年12月16日には撮影済みのシーンについて予定どおり放送されることが明らかとなった。また12月26日には、中山美穂の実妹である中山忍が園田美奈子の役柄を事実上引き継いだ鮫島ふみ役として急遽出演することも発表された。

## キャスト

### 主要人物
大森一平（おおもり いっぺい）〈45〉
演 - 香取慎吾（青年期：奥智哉、幼少期：竹内達麒）
フリーの政治ジャーナリスト。元東都テレビのニュース番組「ニュースナイト」プロデューサー。大江戸区議会議員選挙に出馬する準備をしている。
小原正助（こはら しょうすけ）
演 - 志尊淳
「フォーピース保育園」保育士。2人の子どもを育てているシングルファーザー。一平の義理の弟。

### 小原家
小原ひまり（こはら ひまり）
演 - 増田梨沙（3歳時：宮島るか）
陽菜と康太の子どもで小学5年生。陽菜の死後、不登校気味になっている。
小原朝陽（こはら あさひ）
演 - 千葉惣二朗
正助と陽菜の子で保育園児。ひまりの異父弟。
小原陽菜（こはら はるな）
演 - 向里祐香
一平の妹で正助の妻。結婚してひまりを出産後に離婚、その後正助と再婚して朝陽を産んだ。半年前にすい臓がんで亡くなっている。

### 周辺人物
今永都（いまなが みやこ）
演 - 冨永愛（青年期：瀧七海、幼少期：碧井梨奈）
一平の中高の後輩でイタリアンカフェ「オステリア ミヤコ」の経営者。
黒岩鉄男（くろいわ てつお）
演 - 橋本じゅん
民政党所属の衆議院議員。
真壁考次郎（まかべ こうじろう）
演 - 安田顕（高校生時：浅川大治）
黒岩鉄男衆議院議員の公設第二秘書。一平の小学生のころからの幼馴染。

### ゲスト

#### 第1話
原麻衣
演 - 結城モエ（第2話・第8話）
「さくらつぼみ保育園」保育士。
鷲津亨
演 - 草彅剛（友情出演）
雛田可南子衆議院議員の政策秘書（罠の戦争）。
正田
演 - 木下政治
一平のテレビ局勤務時代の上司。ミスした一平を激しく叱責する。
梶山
演 - 坂本文子
一平が頼んだ家事サービス「カジヘルプ」の女性。
看護師
演 - 羽藤萌結
アレルギー症状を起こした朝陽が搬送された病院の看護師。
配達員
演 - 翠研人
コーンポタージュとエビフライセットを届けた「スーパーイーツ」のデリバリースタッフ。
快人（かいと）
演 - 近江晃成（第2話）
「さくらつぼみ保育園」に通う園児。朝陽の友達。「大きくなったら朝陽と結婚する」と言っている。（第2話）
子供
演 - ゆにみあ
一平が「さくらつぼみ保育園」に初めて訪れた時、お迎えの母親に連れられていた子供。
園田美奈子（そのだ みなこ）
演 - 中山美穂（特別出演、第3話・第5話）
正助が勤める「フォーピース保育園」園長。
事務員
演 - 藤巻るも（第2話・第9話・最終話）
黒岩議員後援会事務所の事務員。
住民
奥迫えりこ（第2話・第6話・第8話 - 最終話）、佐藤晶一郎（第2話・第9話 - 最終話）、横山カツヒロ（第2話・第6話 - 最終話）、山本まもる（第2話・第6話 - 最終話）
大江戸商店街界隈の住民。

#### 第2話
二階堂剣聖（にかいどう けんせい）
演 - 佐野玲於（GENERATIONS、第1話、幼少期：三田一颯）
朝陽が通う「さくらつぼみ保育園」保育士。実は同性愛者であることを隠していて、パートナーの柊智也と結婚式を挙げる予定をしている。また、その様子を取材してニュース番組で流したい、と一平に頼まれ引き受ける。
柊智也
演 - 中井大（最終話）
剣聖と交際していて結婚式を挙げる予定の男性。家族や職場には同性愛者であることをカミングアウトしている。実は正助の高校時代の同じテニス部の同級生で、正助のことが好きだった。
星健太
演 - 大塚ヒロタ（第4話・第10話・最終話）
一平のテレビ局時代の後輩。「夕方ワイド」のチーフプロデューサー。度々、一平から番組の企画を持ちかけられる。
二階堂慎太郎
演 - 岩松了（第7話・第9話 - 最終話）
「二階堂不動産」代表。地元の有力者で町会長。剣聖の父親。妻・愛子が亡くなってから男手一つで剣聖を育ててきた。最近、実家に顔を見せない剣聖を心配しているが、素直に帰ってこいと言えない。愛子が作っていた梅ジュースを今でも毎年作っている。
事務員
演 - 佐野美幸
「二階堂不動産」の事務員。
友人
演 - RYOTA
剣聖と智也を応援している友人。
二階堂愛子
演 - 吉永愛
剣聖が中学生の時に亡くなっている母親。
友人
演 - 石井建太郎
剣聖と智也の結婚パーティーを準備する友人。

#### 第3話
奥野
演 - 立石晴香
不登校児童の親。
長谷川清司郎〈78〉
演 - 堺正章（特別出演、第4話・第8話 - 最終話）
大江戸区長。不登校支援を強化しようとしている。4期務めていていずれも無投票当選。
丹野菜摘
演 - 松田るか
大江戸区立大江戸第一小学校・5年1組のひまりの担任教師。
春木由佳
演 - 川面千晶
不登校について研究している福祉心理学准教授。
会長
演 - 水野智則（第8話）
大江戸第一小学校のPTA会長。
秘書
演 - 豊田茂（第4話・第8話 - 最終話）
長谷川の秘書。
男性
演 - 城戸健太
ふれあい親子キャンプに子供と共に参加する保護者。
立松弘明
演 - 森優理斗（最終話）
紀子の小学生の息子。学校は不登校気味だが塾には通っている。ゲームが得意だが、学校に行けるようになるまでゲームを親に取り上げられている。
悠真
演 - 味元耀大（第4話・第6話）
ひまりのクラスメイト。ひまりの母親の写真を見て、「髪がない」とからかう。
大河
演 - 北尾いくと（第5話・第6話）
フォーピース保育園の園児。お絵描きが好きで外遊びはあまり好きではない。正助に懐いている。
子ども
演 - 阿部久令亜、大場りと（役名：翼）
一平たちとキャンプに参加する子どもたち。
立松紀子
演 - 山口紗弥加
大江戸第一小学校のPTA副会長。夫は立松内科医院の院長先生で、息子を医者にしようと教育熱心になっている。

#### 第4話
店員
演 - きゃんひとみ
ひまりが万引きしたドラッグストア「ライフリンク」の店員。
カフェの客
演 - 但馬智、山口ことね
オステリア ミヤコに来店する女性客。都を見て「かっこいい」と誉めそやす。
家族客
演 - 加倉幸の助、加倉恵子、鷺坂菜摘、青木望
オステリア ミヤコで母親の誕生日を祝う家族連れの客。
浅野千夏
演 - 美村里江
都の学生時代の同級生で親友。都には”ちー”と呼ばれており、一平のことを”ぺーやん先輩”と呼んでいた。既婚者で子どもはいなかったが、実は最近出産したばかりであることを都に報告する。

#### 第5話
林千鶴子
演 - 伊勢志摩
フォーピース保育園のベテラン保育士。
栗田好美
演 - 八木優希（第3話・第8話・第10話・最終話）
フォーピース保育園の保育士。園長に反発し、他の保育士たちと一斉に園を辞める。
藤田
演 - 板橋駿谷
フォーピース保育園に通う芽衣の父。SNSに園児の写真があげられているのを見つけて正助に伝える。
加奈子
演 - 真魚
フォーピース保育園に通う大河の母。大河が正助に懐いて楽しく保育園に通えていることに感謝しているが、保育士が定着しないことが不安で転園を考えるようになる。
流川ルミ
演 - 坂東希
フォーピース保育園に通う湊の母。湊が園で捻挫していたことでクレームを入れる。
船井佳代
演 - 山村紅葉
一平に誘われてフォーピース保育園の保育ボランティアを始める女性。3年前まで大江戸商店街でおもちゃ屋を営んでいた。
流川湊
演 - 七瀬瑠斗（第6話）
フォーピース保育園の園児。
すばる
演 - 湯本晴（第6話）
フォーピース保育園の園児。
佐那
演 - 諸林めい（第6話）
フォーピース保育園の園児。
藤田芽衣
演 - 西原柚（第6話）
フォーピース保育園の園児。
保育士
演 - 加來梨夏子（役名：あすか、第6話・第10話・最終話）、桒原百花（第10話・最終話）、佐藤里帆（第10話・最終話）
フォーピース保育園 保育士。栗田と共に一斉に園を辞める。
鮫島ふみ（さめじま ふみ）
演 - 中山忍
「フォーピース保育園」新園長。

#### 第6話
中林康太
演 - 奥野瑛太
ひまりの実父、陽菜の前夫。ひまりが3歳の時に陽菜と離婚しており、それ以来ひまりに会っていない。職場の休憩室のテレビでひまりが映っている番組を見て、一平に会いに来る。
男性
演 - 瀬良俊
康太の職場の歳若い先輩。
ナレーター
声 - 立本信吾（フジテレビアナウンサー、第10話）、遠藤玲子（フジテレビアナウンサー）
テレビで子ども食堂を紹介する番組「夕方ワイド」のナレーター。

- 櫛田遙流[60]

#### 第7話
剣持武流
演 - 田中美央（第8話・第10話、17歳時：青山俊雄）
「剣持酒店」店主。大江戸商店街青年部 リーダー。一平の高校時代の同級生。一平を”ぺーやん”と呼ぶ。
大森平蔵
演 - 柄本明（第9話）
一平と陽菜の父。施設に入っていたが、突然家に帰って来る。

#### 第8話
宮島誠
演 - 須賀健太
大江戸商店街青年部 メンバー。陸の父。学童が突然閉鎖になって困り、次の預け先が決まるまで息子・陸を一平に預かってもらうことになる。
高田美月
演 - 松岡夏輝（第9話・第10話・最終話）
学童が閉鎖になり一平に預けられる子ども。
枝龍之介
演 - 石塚陸翔（第9話・第10話）
久仁子の息子。学童が閉鎖になり一平に預けられる。
宮島陸
演 - 中村羽叶（第9話・第10話）
誠の息子。小学4年生。学童が閉鎖になり一平に預けられる。
女性、男性
演 - 小早川真由、田口太智
一平の夢の中で選挙演説を聞いている聴衆。
枝久仁子
演 - 星野真里
龍之介の母。介護士で夫は夜勤ドライバー。学童が閉鎖になり、一平に子どもを預けるが、帰りが遅く、毎日お迎えが遅れる。

#### 第9話
上地
演 - 川瀬陽太（第10話）
「大江戸のまちづくりを考える会」代表。再開発に賛成しており、一平に高田あき子を説得するよう頼む。
男
演 - 森谷勇太、香川幸允、諫早幸作
「高田湯」に居座って嫌がらせをする男たち。
林
演 - 坂口進也（第7話・第10話・最終話）
「高田湯」に通う高齢男性。あき子と共に再開発に反対する。
常連客たち
演 - 平尾仁、三谷侑未、いいぐちみほ、阿部正美（第10話・最終話）、尾山ヒロ子（最終話）、三差長雄（第10話・最終話）、西田美恵子（第10話・最終話）
「高田湯」の常連客たち。大半があき子の再開発反対運動に同調する。
住民
演 - 松林慶知、松川真也
反対派と対峙する再開発賛成派の住民。
高田あき子
演 - 市毛良枝（最終話）
銭湯「高田湯」主人。美月の祖母。再開発に反対している。

#### 第10話
野上慧
演 - ヘイテツ（第6話・最終話）
一平のテレビ局時代の後輩。現在は「のがっちのNEWSをKILL」の動画配信者。一平のパワハラでテレビ局を辞めている。
配信者、記者
演 - 長友郁真（役：動画配信者）、井上拓哉（役：記者）、太田順子、西川瑞（役：配信者）
一平のパワハラ疑惑を取材する動画配信者、記者たち。
女性
演 - 吉田恵利子
真壁にバスの本数が減ったことを訴える女性。
青年部メンバー
演 - 矢野潤（最終話）、檜垣涼也（最終話）
大江戸商店街青年部 メンバー。

#### 第11話
大江戸区議
演 - 中野剛、中野英樹、荒川浩平
黒岩の選挙活動を手伝う大江戸区議会議員。真壁の立候補を受けて、黒岩の手伝いを辞めて真壁に鞍替えする。
専門家
演 - 加藤満
テレビ番組「ひるタイム」出演者。長谷川区長のパワハラ動画は生成AIの可能性がある、とコメントする。
記者
演 - 小田純也、菊川陽子、足立龍弥、麻鈴
長谷川区長を取材する記者。
山下健蔵、みつえおばぁ、青山康嗣
演 - 水谷敏行、曽我久子、森喜行
長谷川区長を応援する動画をSNSにあげる高齢者。
レポーター
演 - 山田友美
大江戸区長選の告示日に街頭からレポートする。

## スタッフ
- 脚本 - 政池洋佑、蛭田直美、おかざきさとこ[1]、大石哲也
- 音楽 - yuma yamaguchi
- 音楽プロデューサー - 岩崎太整、剣持学人
- 主題歌 - 香取慎吾「Circus Funk（feat. Chevon）」（トイズファクトリー）[85]
- 演出 - 及川拓郎[1]、村上牧人、谷村政樹
- 選挙監修 - 松田馨
- プロデュース - 北野拓[1]
- 制作統括 - 牧野正
- 編成 - 草ヶ谷大輔
- 制作協力 - テレパック[1]
- 制作・著作 - フジテレビ[1]

## 放送日程
| 編                                                                          | 各話   | 放送日  | サブタイトル                                  | 脚本              | 演出     | 視聴率 |
| --------------------------------------------------------------------------- | ------ | ------- | --------------------------------------------- | ----------------- | -------- | ------ |
| ニセモノ家族ドラマ編                                                        | 第1話  | 1月09日 | 香取慎吾11年ぶりのフジ連ドラ主演！            | 政池洋佑          | 及川拓郎 | 5.6%   |
| ニセモノ家族ドラマ編                                                        | 第2話  | 1月16日 | 香取慎吾主演！男性カップルの危機救えるか ? !  | 政池洋佑          | 及川拓郎 | 4.7%   |
| ニセモノ家族ドラマ編                                                        | 第3話  | 1月23日 | 不登校を利用！姪っ子失踪！家族大ピンチ ? !    | 政池洋佑          | 村上牧人 | 4.0%   |
| ニセモノ家族ドラマ編                                                        | 第4話  | 1月30日 | ひとりで生きる？家族と生きる？人生の選択！    | 蛭田直美          | 村上牧人 | 3.7%   |
| ニセモノ家族ドラマ編                                                        | 第5話  | 2月06日 | 保育園を救えるか？一斉退職！ストライキ決行！  | 政池洋佑          | 及川拓郎 | 4.1%   |
| ニセモノ家族ドラマ編                                                        | 第6話  | 2月13日 | 二人の父親！どちらを選ぶ？家族ってなに？      | 蛭田直美          | 谷村政樹 | 3.6%   |
| ニセモノ家族ドラマ編                                                        | 第7話  | 2月20日 | 父帰る！遺書発見 ! ? 選挙利用で人生初の親孝行 | 蛭田直美          | 村上牧人 | 3.7%   |
| ニセモノ家族ドラマ編                                                        | 第8話  | 2月27日 | 現場の負担は限界だ！社会を変えるには？        | おかざきさとこ    | 谷村政樹 | 3.9%   |
| 選挙編                                                                      | 第9話  | 3月06日 | 選挙編突入！揺れる再開発計画！人生の決断は？  | 蛭田直美          | 及川拓郎 | 3.8%   |
| 選挙編                                                                      | 第10話 | 3月13日 | 過酷な既得権益との闘い！暴かれる過去の疑惑！  | 蛭田直美          | 村上牧人 | 3.4%   |
| 選挙編                                                                      | 最終話 | 3月20日 | みんなが一番好きな自分でいられる世界          | 蛭田直美 大石哲也 | 及川拓郎 | 3.9%   |
| 平均視聴率 4.0%（視聴率はビデオリサーチ調べ、関東地区・世帯・リアルタイム） |        |         |                                               |                   |          |        |

- 初回は22時 - 23時9分の15分拡大放送。

## 関連番組
- Hello Again（FODオリジナル作品） - ドラマ撮影に挑む香取の舞台裏に密着したドキュメンタリー。2025年3月20日配信開始。